# 5902 Talima
5902 Talima (1987 QY10) là một tiểu hành tinh vành đai chính được phát hiện ngày 27 tháng 8 năm 1987 bởi L. G. Karachkina ở Nauchnyj.